# ماوتکارد (کنتاکی)

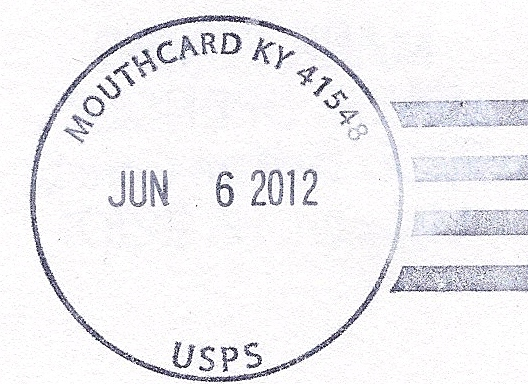
ماوتکارد

ماوتکارد (به انگلیسی: Mouthcard) یک منطقهٔ مسکونی در ایالات متحده آمریکا است که در شهرستان پایک، کنتاکی واقع شده‌است. ماوتکارد ۲۵۹٫۰۸ متر بالاتر از سطح دریا قرار دارد.